# La Guardia, Tây Ban Nha
La Guardia là một đô thị trong tỉnh Toledo, Castile-La Mancha, Tây Ban Nha.

## Dân số
- 2.329 người 2006.
- 1166 nam và 1163 nữ.

## Địa lý
- Độ cao: 693 mét.
- Vĩ độ: 39º 46' 59" N
- Kinh độ: 003º 28' 59" O